# Nízké Tatry
Nízké Tatry (slovensky Nízke Tatry) jsou pohoří a geomorfologický celek nacházející se na Slovensku. Celá oblast je chráněna jako Národní park Nízké Tatry. Většinu jeho území tvoří stejnojmenné pohoří. Nejvyšší horou je Ďumbier (2043 m). Geomorfologický celek se člení na dva geomorfologické podcelky: Ďumbierské Tatry v západní a Kráľovohoľské Tatry ve východní části, které jsou odděleny údolími říček Boca a Štiavnička.

## Geografie
Hlavní hřeben pohoří se táhne ze západu na východ v délce asi 80 km mezi údolími Váhu na severní straně a Hronu na straně jižní. Nízké Tatry se v sedle Čertovica dělí na celistvější východní část – Kráľovohoľské Tatry a západní – Ďumbierské Tatry. Hlavní hřeben v jednotlivých částech pohoří mění svůj vzhled i charakter. Například masiv Prašivé v západní části Nízkých Tater s nejvyšším vrcholem Veľká Chochuľa (1753 m) je klasickým zástupcem holin s hladce modelovaným reliéfem. Naopak nejskalnatější skupinou pohoří je masiv Ďumbieru od sedla Ďurkové. Východní část hřebene je výrazně zalesněna a až v oblasti Orlovej a Kraľovej hole znova nabývá charakter holých a travnatých kopců.

### Významné vrcholy

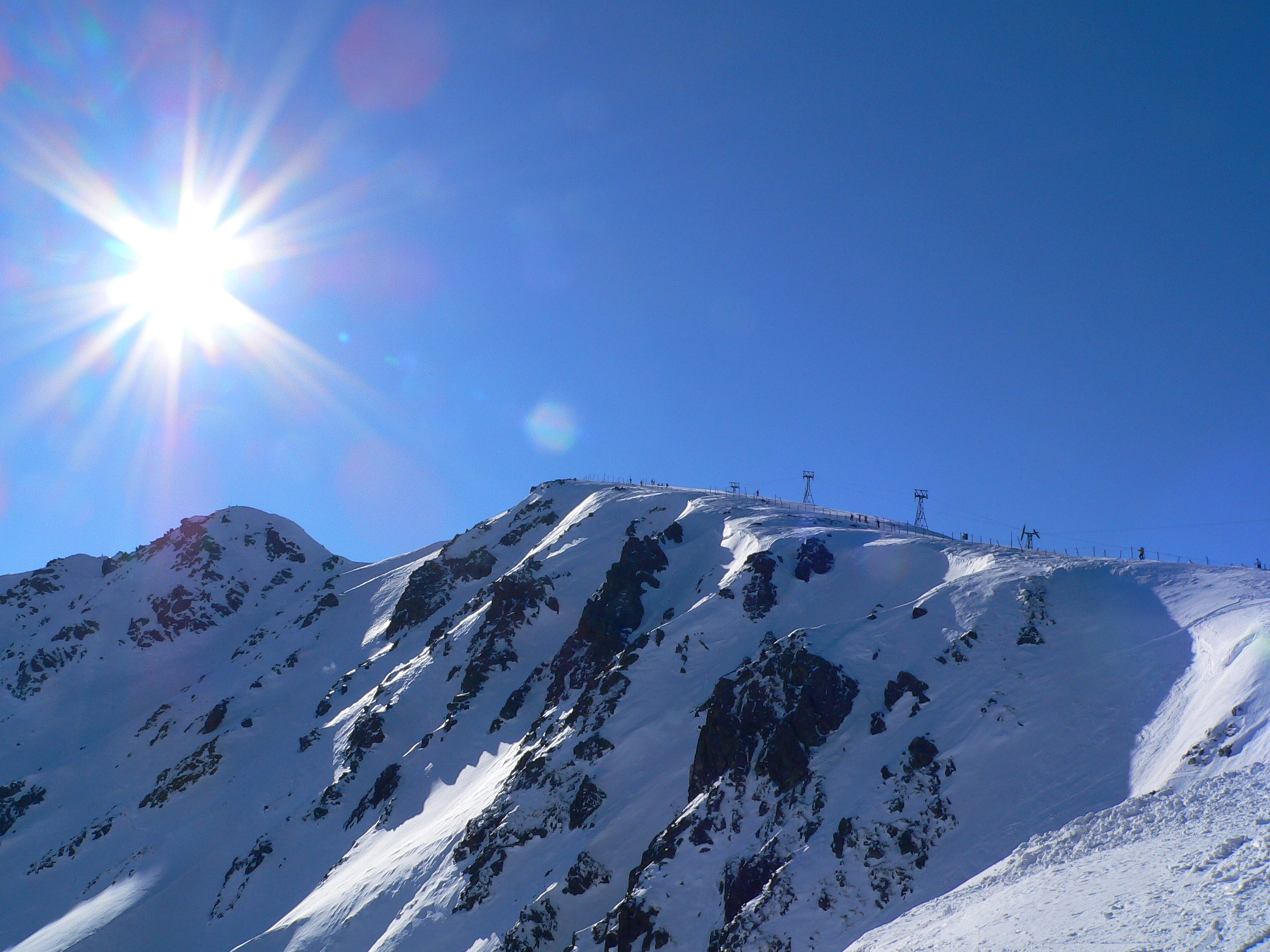
Chopok (2024m) v zimě

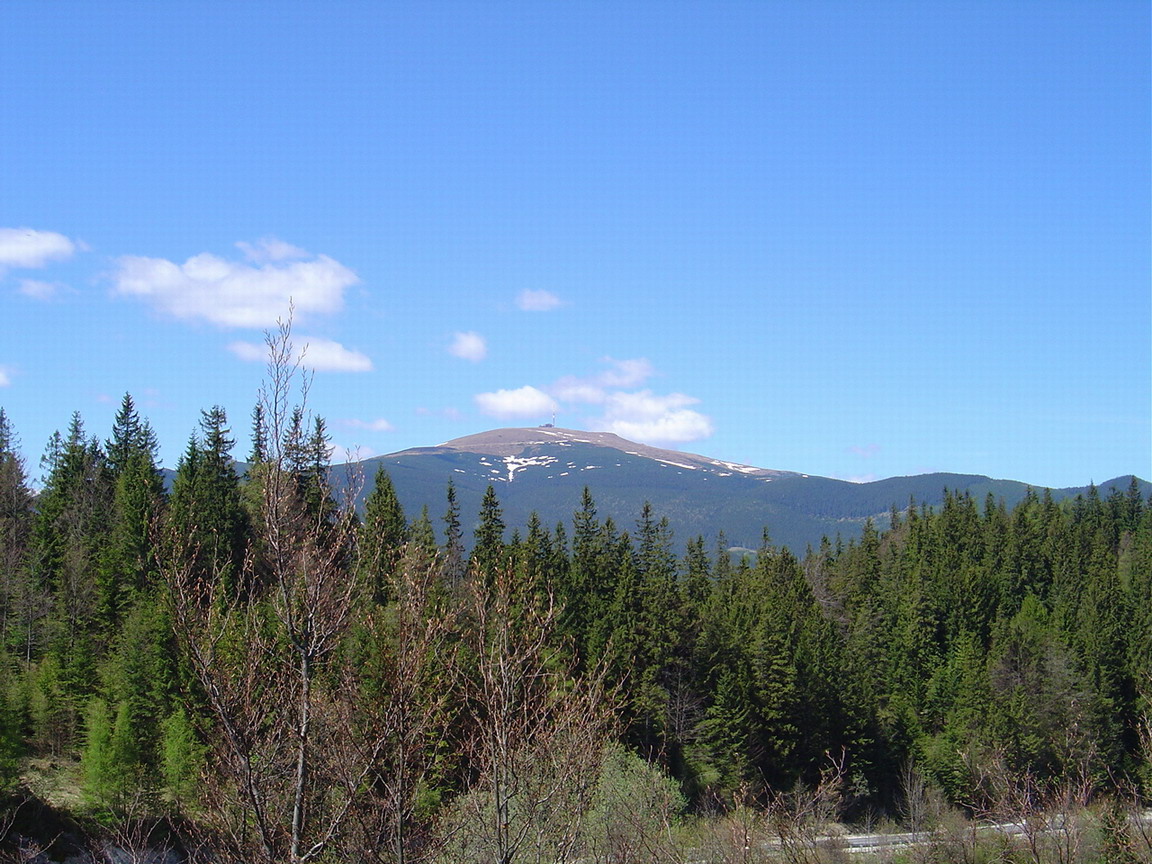
Kráľova hoľa

Hřeben překračuje čtyřmi vrcholy nadmořskou výšku 2000 m.
- Ďumbier (2043 m)
- Štiavnica (2025 m)
- Chopok (2024 m)
- Dereše (2004 m)
- Skalka (1980 m)
- Chabenec (1955 m)
- Kráľova hoľa (1948 m)
- Kotliská (1940 m)
- Orlová (1840 m)
- Veľká Chochuľa (1753 m)
- Ďurková (1750 m)
- Veľká Vápenica (1691 m)
- Latiborská hoľa (1643 m)
- Andrejcová (1520 m)

## Příroda
Lesní společenstva a porosty představují základní krajinný prvek Nízkých Tater a pokrývají až 67 % celkové plochy území. Na vápencových podkladech jižních svahů hor se vyskytují spíše borovice nebo buk s příměsí jedle a smrku. Naproti tomu na severních úbočích se rozkládají zejména rozsáhlé komplexy bukových lesů. V západní části jedle a smrk. Kosodřevina se vyskytuje přerušovaně ve výškách 1400 až 1800 m v celé oblasti. Nad tímto pásmem se vyskytují horské louky, hole. Nejvyšší partie hor tvoří alpínské pásmo.
Fauna
Obrovská rozlehlost území vytváří výborné podmínky pro živočichy. Živočichové zde žijící představují typickou faunu karpatského horského stupně a s porovnáním s Tatrami mají mnoho společného. Největší zastoupení v přírodě má lovná zvěř (jeleni, srnci a prase divoké). Z větších savců můžete potkat sviště horského, kamzíka horského či medvěda hnědého.
Flora
Nízkotatranská flora je velmi pestrá a bohatá. Geologický podklad je jedním z hlavních faktorů ovlivňující druhové složení. Oproti Tatrám, se kterými je druhová pestrost rostlin velmi podobná, se zde vyskytují převážně druhy rostoucí v typicky chladném podnebí. Na vápencovém podkladě u vstupu do údolí, rostou spíše teplomilné a exotermní druhy. Západní část Nízkých Tater je na rostlinstvo a množství druhů bohatší než část východní, především pro četný výskyt vápencového svršku podkladu.
Ochrana přírody
Národní park Nízké Tatry (NAPANT) byl vyhlášený v roce 1978. Výměra vlastního chráněného území je 72 842 ha a ochranného pásma 110 162 ha. Území se vyznačuje rozmanitostí flory a fauny, výskytem mnoha endemických a reliktních druhů, hodnotnými krasovými jevy, minerálními prameny a četnými odlehlými zákoutími. Národní park zaujímá centrální část celku Nízké Tatry. Okrajově zasahuje do Spišsko-gemerského krasu a jako ochranné pásmo i do mnoha jiných sousedních skupin.

## Vodstvo

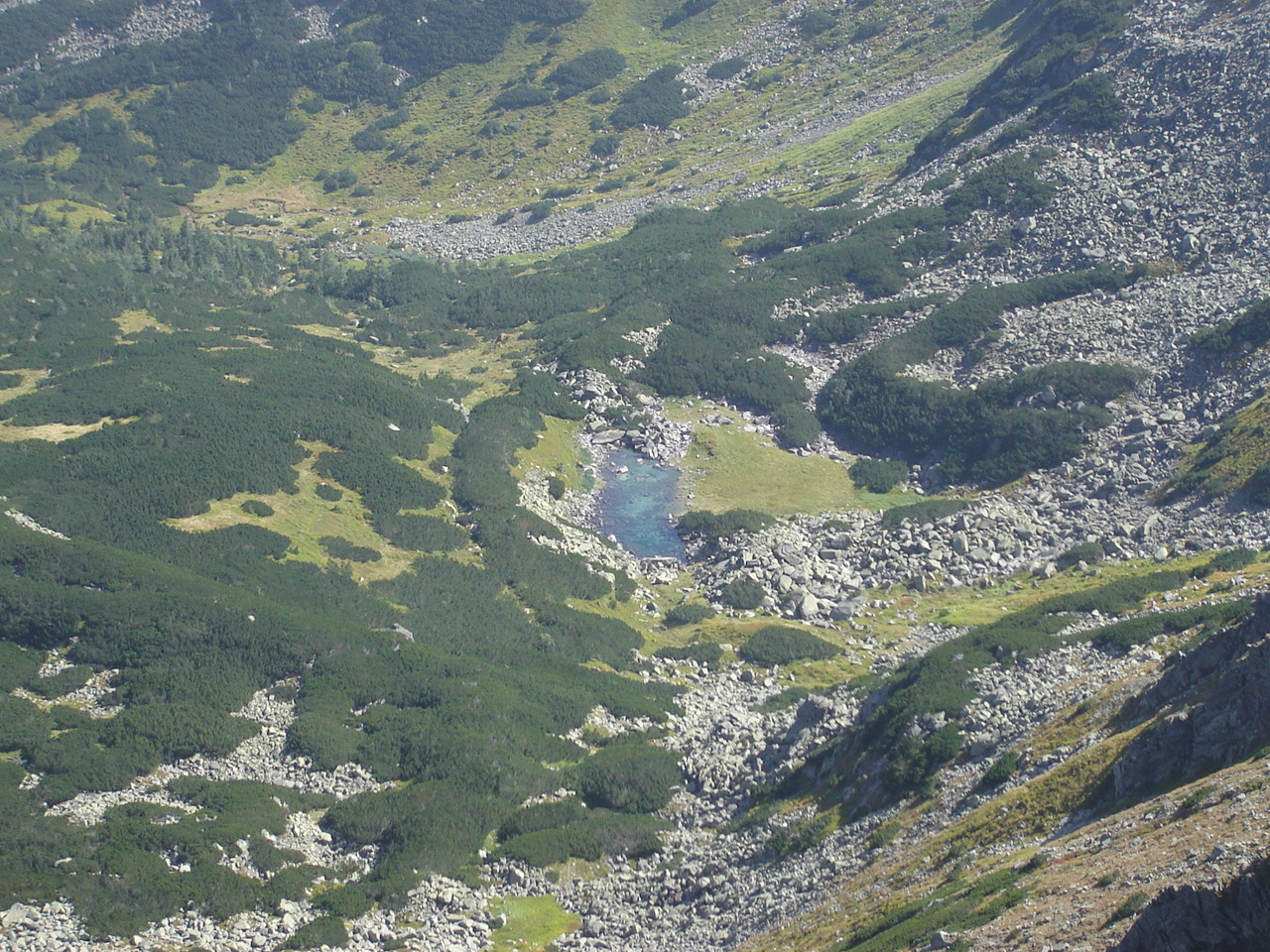
Lukové pliesko

Nízké Tatry tvoří rozvodí důležitých toků Slovenska – Váhu, Hronu, Hnilec a Hornádu. Pohoří je významnou zásobárnou povrchových a podzemních vod a obrovský rezervoár vláhy. Hlavně při obvodu pohoří se nacházejí četné prameny minerálních vod. Na severu Královohoľské části se nachází vodní nádrž Čierny Váh přehrazující stejnojmennou řeku. Je zde umístěna vodní elektrárna. V Liptovské kotlině leží vodní nádrž Liptovská Mara (2700 ha). Z vodopádů můžeme jmenovat například Brankovský vodopád který je výrazným prvkem pohoří Nízké Tatry, nacházející se na Kurucké skále. Národní přírodní památkou byl vyhlášen v roce 1980. Jeho výška je asi 60 metrů. V zimě se z něj vytvoří obrovský, působivý ledopád. Na severní straně se vyskytují ledovcová jezera (Vrbické pleso, Lukové pliesko).

## Turismus

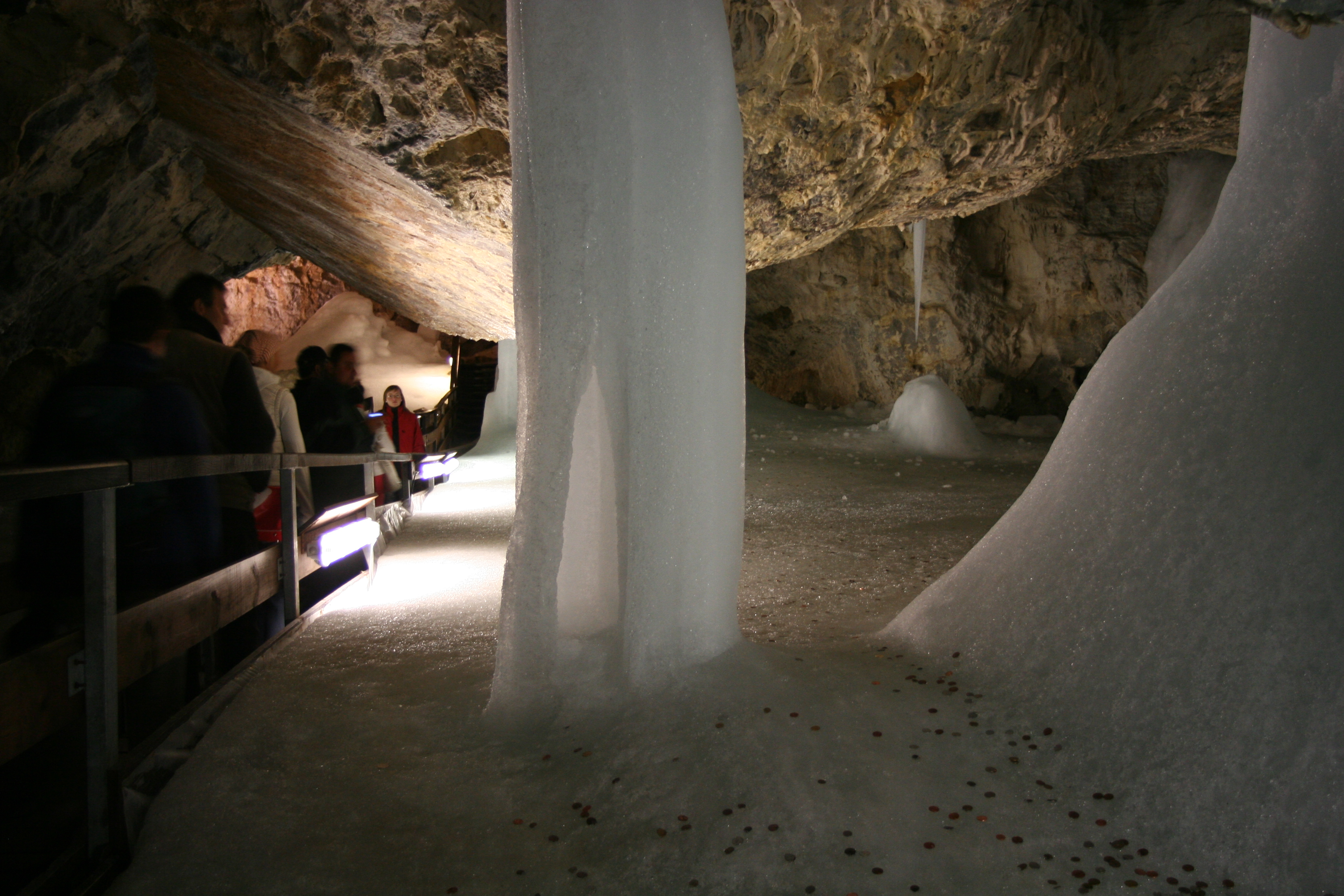
Demänovská ľadová jaskyňa

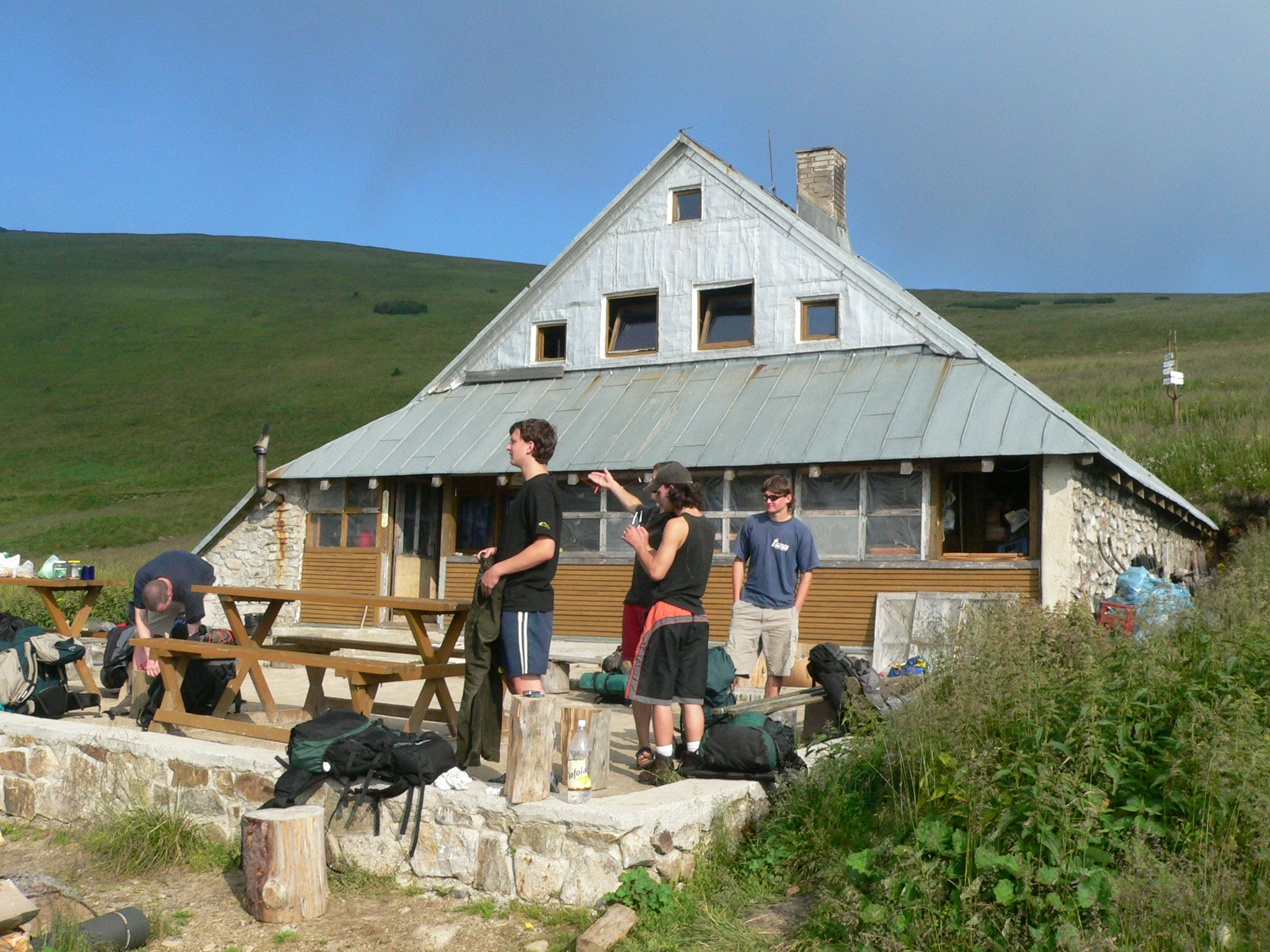
Chata pod sedlem Ďurkové

Nízké Tatry jsou po Vysokých Tatrách druhým nejnavštěvovanějším pohořím Slovenska. Trasu z východu, tedy z vrcholu Kráľova hoľa do Donoval či naopak, lze projít po hřebenové cestě Hrdinů Slovenského Národního Povstání, na které se nachází většina horských chat v Nízkých Tatrách. Je to např. Chata M. R. Štefánika, Chata pod Chopkom či Turistická útulna pod Chabencom. Na rozdíl od Vysokých Tater se v Nízkých Tatrách nevyskytuje tolik vodních pramenů, proto je důležité při putování mít na mysli pitný režim. Zimní středisko Jasná pod Chopkom je největší centrum zimních sportů na Slovensku s 50 km sjezdovek a nejmodernějším technickým vybavením. Pro lyžaře, ale i snowboardisty tu jsou vyhrazeny freeridové zóny, snowpark a běžecké tratě. V Nízkých Tatrách se nachází několik turisticky přístupných jeskynních systémů. Např. Bystrianska jaskyňa, Demänovská ľadová jaskyňa, Demänovská jaskyňa Slobody, Jaskyňa mŕtvych netopierov, Važecká jaskyňa.

### Horské chaty a útulny
- Kamenná chata pod Chopkom (2000 m) – pod vrcholem Chopku
- Chata generála Milana Rastislava Štefánika pod Ďumbierom (1728 m) – pod jižním svahem Ďumbieru
- Útulna Ďurková (1623 m)
- Útulna Andrejcová (1410 m)
- Ramža (1315 m) – útulna mezi sedlem Čertovica a Homôľkou (východní část)
- Chata Staníkovo (1100 m) – na severní straně východní části pod Ždiarským sedlem
- Trangoška (1100 m) – v blízkosti jižní lanovky na Chopok
- Chata Björnson
- Chata Kosodrevina

## Sídla

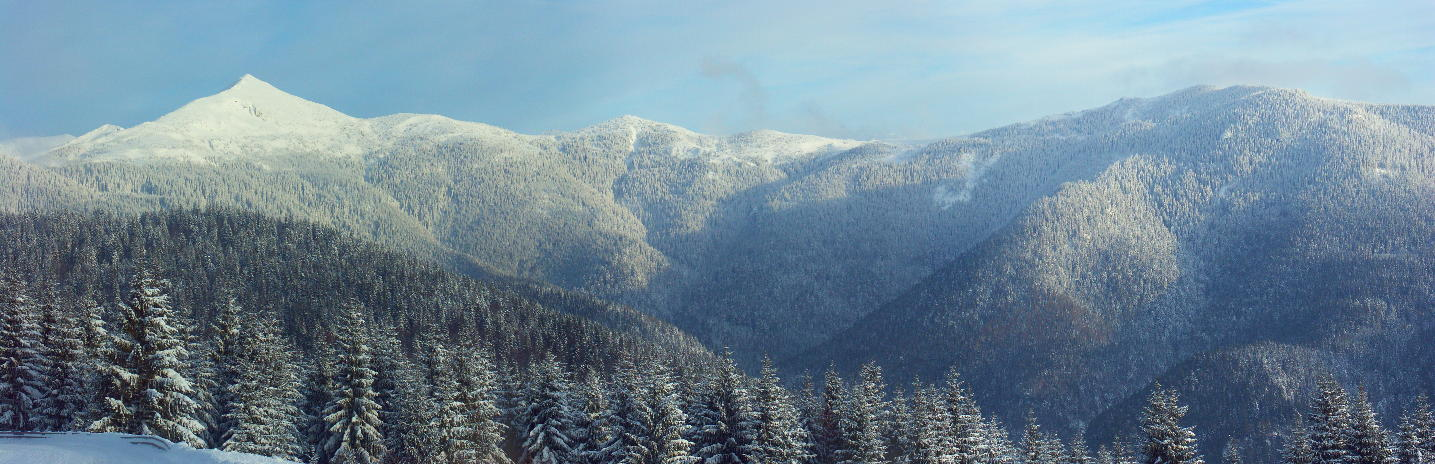
Pohled na Nízké Tatry v zimě

Západní část
- Demänová
- Brezno
- Brusno

Východní část
- Kráľova Lehota
- Liptovská Teplička
- Polomka
- Telgárt
- Liptovský Hrádok